# Jorge Robledo (Konquistador)

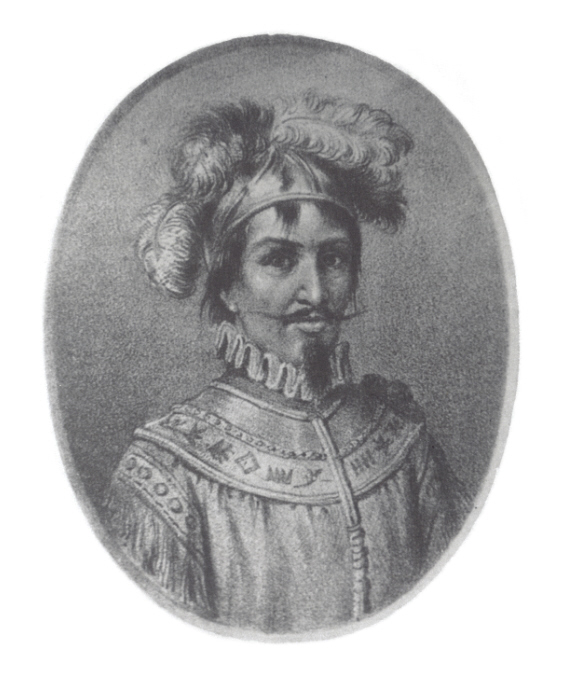
Jorge Robledo

Jorge Robledo (* um 1500 in Spanien; † 5. Oktober 1546 in Loma de Pozo, heute Pácora in Kolumbien) war ein spanischer Konquistador. Er eroberte Teile des heutigen Kolumbiens und gründete die Städte Santa Ana de los Caballeros (1539, heute: Anserma), Cartago (1540, heute: Pereira) und Santa Fe de Antioquia (1541). Er wurde von seinem Rivalen Sebastián de Belalcázar zum Tode verurteilt und hingerichtet.

## Leben

### Eroberung und Kolonisierung
Über Robledos Herkunft ist wenig Verlässliches bekannt, möglicherweise wurde er um 1500 in Úbeda in Spanien geboren. Zuverlässige Berichte gibt es erst ab der Zeit, zu der er mit Francisco Pizarro in Peru war. An der Eroberung von Peru nahm er unter dem Kommando von Sebastián de Belalcázar teil.
Als Hauptmann (capitán) erhielt er 1539 vom Gouverneur von Popayán, Lorenzo de Aldana den Auftrag, von Cali aus den Norden zu erobern und Städte zu gründen. Mit etwa 100 Mann, teilweise zu Fuß, teilweise zu Pferd, machte er sich am 14. Juli 1539 auf den Weg.

#### Erste Gründung: das spätere Anserma
Am 15. August 1539 gründete Robledo die Stadt Santa Ana de los Caballeros, aus der sich das heutige Anserma entwickelte. Über den ursprünglichen Namen Ansermas gibt es widersprüchliche Berichte, selbst zwei Augenzeugen (Pedro Sarmiento und Cieza de León) machen unterschiedliche Angaben, wobei auch verschiedene Abschriften desselben Dokumentes Differenzen aufweisen. Der Zusatz „de los Caballeros“ kann sich demnach auf die Stadt oder auch nur auf die Kirche beziehen. Für die Kirche werden die Namen „Santa María“ und „Santa Ana“ genannt, die Stadt selbst wird mit „Santa Ana“ oder auch „San Juan“ bezeichnet. Unklar ist auch, ob der Ortsname von Robledo oder von Lorenzo de Aldana vorgegeben wurde.
Die Stadt wurde bald darauf von Sebastián de Belalcázar in Villa de Ancerma umbenannt. Das heutige Anserma ist ein kleiner Ort im Südwesten des Departamento de Caldas.

#### Zweite Gründung: Cartago, das heutige Pereira
Am 9. August 1540 gründete Robledo eine Stadt, der er den Namen Cartago gab, nach der spanischen Stadt Cartagena, aus der viele seiner Soldaten kamen. Auch für diese Gründung gibt es unterschiedliche Angaben für das Datum. Aus dieser Gründung entwickelte sich später die Stadt Pereira. Die erste Gründung erfolgte im Namen des Königs und des Marqués Francisco Pizarro im Auftrag von Lorenzo Aldana, Gouverneur von Popayán.
Als Pascual de Andagoya ebenfalls Anspruch auf den Titel eines Gouverneurs erhob, traf Robledo ihn im Herbst 1540 in Cali. Andagoya beförderte ihn zum Generalleutnant (Teniente General) und gab ihm die Anweisung, die Gründung der Städte noch einmal durchzuführen, dieses Mal im Namen von Andagoya. So wurde Cartago am 10. Januar 1541 ein zweites Mal gegründet. Robledo setzte hierbei zwei neue Bürgermeister und einen anderen Gemeinderat ein.
Um Robledo fester an ihn zu binden, bot Andagoya ihm seine jüngere Schwester zur Ehefrau an, wozu Robledo einwilligte. Die Hochzeit kam aber nicht zustande, weil die Braut erkrankte und starb.

#### Dritte Gründung: Santa Fe de Antioquia
Auf einer weiteren Erkundungsreise gründete Robledo am 4. Dezember 1541 die Stadt Santa Fe de Antioquia, etwa 7 km vom heutigen Peque entfernt im Tal des Ebéjico.

### Gefangennahme und Rückkehr nach Spanien
Am 8. Januar 1542 machte sich Robledo mit zwölf Begleitern wieder auf den Weg. Er wollte nordwärts zur Karibikküste durchdringen, und von dort nach Spanien reisen, um Ansprüche auf das von ihm eroberte Gebiet zu erheben. Bei der Ankunft in San Sebastián de Buenavista am 6. März wurde er von Pedro de Heredia unter dem Vorwurf der Usurpation verhaftet, sein Gold wurde konfisziert. Robledo erhielt die Erlaubnis, seinen Fall in Spanien zu vertreten, wo er am 25. Juli ankam. Robledo wurde vom dortigen Gerichte von den Vorwürfen der Usurpation freigesprochen. Zwar wurde er nicht wie von ihm erhofft zum Gouverneur der eroberten Gebiete ernannt, jedoch zum Marschall. Zu dieser Zeit heiratete er María de Carvajal, eine Adlige aus Úbeda.

### Rückkehr nach Amerika und Tod
Robledo kehrte 1546 mit seiner Frau nach Amerika zurück. Er ließ sie in Santo Domingo zurück und machte sich auf den Weg nach Cartago, das er vergrößern und zu seiner Hauptstadt machen wollte. Während er in Antioquia als Gouverneur anerkannt wurde, widersetzte man sich ihm in Arma, Cartago und Anserma.
Belalcázar war inzwischen zum Gouverneur von Popayán ernannt worden und hatte während Robledos Abwesenheit angeordnet, die Stadt Santa Fe de Antioquia zu verlegen, was im September 1542 auch durchgeführt worden war. Die neue Stadt lag nun im Nore-Tal, in der Nähe des heutigen Frontino. Robledo gründete darauf die Stadt als Villa de Santa Fe erneut.
Belalcázar drängte darauf, dass Robledo sich seiner Herrschaft unterwarf, doch Robledo sah sich als rechtmäßiger Gouverneur der von ihm eroberten Gebiete, einschließlich der Siedlung Santiago de Arma, die 1542 von Miguel López Muñoz im Auftrag Belalcázars gegründet wurde.
Robledo und Belalcázar tauschten einige Briefe aus, jedoch war keiner bereit, seinen Anspruch aufzugeben, worauf Belalcázar die militärische Konfrontation suchte und ihm mit 150 Mann entgegenzog.
Robledo lagerte bei Loma de Pozo (westlich des heutigen Pácora), als er in der Nacht vom 1. Oktober 1546 von Belalcázar überrascht und gefangen genommen wurde. Aufgrund von Briefen, die man angeblich in Robledos Gepäck fand, wurde er des Hochverrats angeklagt und zum Tode verurteilt. Die standesmäßige Enthauptung wurde ihm verweigert, das Urteil wurde am 5. Oktober 1546 mit der Garrotte vollstreckt. Zusammen mit Robledo wurden drei seiner Offiziere hingerichtet.

## Wappen

Wappen Robledos

Während seines Aufenthaltes in Spanien wurde Robledo am 7. Februar 1545 von Prinz Philipp ein Wappen bewilligt. Die drei darin abgebildeten silbernen Türme stehen für die drei von ihm gegründeten Städte.
Die heutige Stadt Anserma hat dieses Wappen übernommen. Fledermäuse und einen steigenden Löwen findet man auch auf den Wappen von Santa Fe de Antioquia, das ebenso wie Robledos Wappen am 7. Februar 1545 eingesetzt wurde, und seit 1982 auch Robledos Sterbeort Pácora.